# سیارک ۱۹۴۳۹
سیارک ۱۹۴۳۹ (به انگلیسی: 19439 Allisontjong، نامگذاری:1998FB91) نوزده هزار و چهارصد و سی و نهمین سیارک کشف شده‌است که در ۲۴ مارس ۱۹۹۸ کشف شد.
قدر مطلق سیارک برابر ۱۷.۸ است.